# Динамо (футбольный клуб, Воронеж)
«Дина́мо» Воро́неж — бывший российский футбольный клуб из Воронежа.

## История
Клуб основан в 1925 году. Принимал участие в Чемпионатах СССР: 1937 года в группе «Д», 1946 — группе III (центральная зона РСФСР), 1949 — группе II (1-я зона РСФСР), в Кубке СССР: в розыгрышах 1936, 1937, 1938, 1939 и 1949 годов. Высшее достижение в чемпионате — 4-е место в 1946 году, в кубке — выход в 1/8 финала в 1939 году (поражение 0:3 от «Пахтакора» Ташкент), в других сезонах кубка команда выбывала из борьбы после матчей с московским «Спартаком» (0:2 — 1936), харьковским «Спартаком» (0:1, д.в. — 1937), московским «Сталинцем» (0:4 — 1938) и ЦДКА (0:7, 1949) — все вышеперечисленные матчи проходили на воронежском стадионе «Динамо».
Также играл в соревнованиях КФК РСФСР и в турнирах регионального (областного) уровня. В 1939 году выиграл Кубок РСФСР среди команд КФК. Является 7-кратным чемпионом Воронежской области (1938, 1939, 1946, 1947, 1951, 1956, 1957), 2-кратным серебряным призёром чемпионата (1962, 1968) и 5-кратным — бронзовым (1940, 1958, 1959, 1967, 1971). 3-кратный обладатель кубка Воронежской области (1950, 1951, 1954).
В российский период возрождённый в начале нулевых в статусе ведомственного клуба ГУВД Воронежской области клуб выступал в областных соревнованиях, а также в первенстве Любительской футбольной лиги, МОА «Черноземье» (в сезонах 2004 и 2005). В 2004 году занял 3-е место в зоне «Черноземье», а в 2005 году выиграл зональное первенство и на финальном турнире победителей зон занял 4-е место.
Следующие 3 сезона клуб провёл во Втором дивизионе (зона «Центр»). И если сначала команда комплектовалась в основном местными воспитанниками (в сезоне-2006 заняла 12-е место, через год — 8-е), то перед началом сезона-2008 в клуб был приглашён ряд иногородних футболистов, ставилась задача выхода в Первый дивизион, но решить её клуб не смог, заняв 6-е место. В Кубке России в первом для себя сезоне команда выбыла на первой же стадии, в следующий раз вышла во второй раунд, а в 2008 году, выбив из борьбы ФЦШ-73 (Воронеж) — 1:1, пен. 8:7 и «Локомотив» (Лиски) — 1:0, добралась до 1/64 финала, где уступила курскому «Авангарду» — 0:2.
С 2007 года (после того как «Факел» был исключён из членов Профессиональной футбольной лиги) командой была получена поддержка областных властей, которые намеревались сделать ставку на «Динамо» в деле возрождения воронежского футбола. Однако в дальнейшем ситуация стала развиваться по-другому. По окончании сезона-2008 руководством клуба было принято решение отказаться от участия в соревнованиях ПФЛ в связи с объединением с другой воронежской командой, участвовавшей во Втором дивизионе-2008 — ФЦШ-73. Объединённая команда получила название «Факел-Воронеж». Её основу составили воспитанники академии Валерия Шмарова из ФЦШ-73, а «Динамо» перешло на любительский уровень. Организатором создания «Факела-Воронежа» выступил председатель Воронежской областной думы Владимир Ключников, курировавший «Динамо».
В сезоне-2009, выступая в одном турнире (первенство зоны «Черноземье» ЛФЛ) с «Факелом-Воронежем»-2 и второй командой воронежского клуба «ФСА», команда заняла 6-е место (вслед за второй командой «Факела-Воронежа») и выиграла Кубок федерации футбола «Черноземье».
В 2010 году после заключительного матча первого круга первенства команда снялась с соревнований. Причины снятия команды — невыполнение задачи и финансовые проблемы.

## Названия клуба
- 1925—2007, с 2009 — «Динамо»
- 2008 — «Динамо-Воронеж»

## Главные тренеры
СССР
- Щучкин, Владимир Иванович — 1937
- Марцинковский, Фёдор Фёдорович — 1939
- Лебединский, Алексей Филиппович — 1946
- Герасимов, Борис Сергеевич — 1949, 1952

Российский период
- Валерий Георгиевич Нененко — 2004—2005
- Геннадий Владимирович Сёмин — 2005—2007, 2009
- Сергей Викторович Савченков — 2008
- Владимир Борисович Пономарёв — 2008
- Юрий Семёнович Злых — 2009 (и. о.)
- Александр Евгеньевич Щеголев — 2010

## Академия
Имеется детская футбольная академия «Динамо» Воронеж — центр индивидуальной подготовки квалифицированных футболистов.